# Jacqueline Akerman
Jacqueline Akerman (* 7. Juni 1976) ist eine kanadische Biathletin und Biathlontrainerin.
Jacqueline Akerman lebt in Camrose und betreibt seit 1994 Biathlon. Sie gehört dem Camrose Ski Club und dem Augustana-Ski Team an. Für das Team der University of Alberta in Camrose war sie von 1999 bis 2009 für zehn Jahre zunächst als Assistenztrainerin, nach dreieinhalb Jahren schließlich als Cheftrainerin tätig. Zuvor trainierte sie als Assistent von Paul Dorotich das Biathlonteam der Provinz Saskatchewan. 2003, 2005, 2007 und 2009 betreute sie die kanadischen Teams bei den Winter-Universiaden. In der Saison 2005/06 betreute sie die kanadischen Biathleten zudem auf der siebten Weltcupstation in Pokljuka sowie bei den Biathlon-Europameisterschaften 2006 in Langdorf. 2005 wurde sie zur kanadischen Biathlontrainerin des Jahres gewählt.
Als Aktive schaffte Akerman in ihrer zunächst aktiven Zeit zwischen 1994 und 1998 nicht den Durchbruch. Sie gehörte dem Provinzteam von Saskatchewan an und nahm 1995 an den Kanadischen Winterspielen teil. Auch während ihrer Trainerzeit nahm sie weiterhin immer wieder aktiv an Rennen teil und erreichte ihren größten Erfolg bei den Nordamerikanischen Meisterschaften im Sommerbiathlon 2008 in Canmore. Im Sprintrennen gewann sie hinter Annik Levesque die Silbermedaille.